# Лазуни
Лазуни — деревня в Струго-Красненском районе Псковской области России. Входит в состав сельского поселения «Новосельская волость».

## География
Находится на северо-востоке региона, в юго-восточной части района, вблизи административной границы с Новгородской областью, в лесной местности около деревень Горбы, Замушки, урочищ Красные Огороды, Вязовки.  
Уличная сеть не развита.

## История
Согласно Закону Псковской области от 28 февраля 2005 года деревня Лазуни вошла в состав образованного муниципального образования Хрединская волость с 1 января 2006 года.
До апреля 2015 года деревня Лазуни входила в Хрединскую волость.
В соответствии с Законом Псковской области от 30 марта 2015 года № 1508-ОЗ деревня Лазуни, вместе с другими селениями упраздненной Хрединской волости, вошла в состав образованного муниципального образования Новосельская волость.

## Население
| 2001 | 2002 | 2010 | 2011 |
| ---- | ---- | ---- | ---- |
| 24   | ↘20  | ↘17  | ↗19  |

## Инфраструктура
Личное подсобное хозяйство. Вывоз леса, деревообработка.
Почтовое отделение, обслуживающее д. Лазуни, — 181121; расположено в д. Хредино.

## Транспорт
Просёлочная дорога.